# ورجان
ورجان روستایی از توابع بخش مرکزی شهرستان کهک در استان قم ایران است. این روستا در فاصله 37 کیلومتری شهر قم (مرکز استان)، 25 کیلومتری جمکران و 6 کیلومتری کهک واقع شده است. این روستا یکی از سرسبزترین مناطق بخش کهک به شمار می آید که یکی از نکات مثبت آن در جذب گردشگر می باشد.

## وجه تسمیه
نام این روستا این روستا از نام ورگان گرفته شده که به معنی جایی دژ مانند و سرپوشیده است. 

شغل اصلی این مردمان کشاورزی بوده و در کنار آن به دامداری و مرغداری نیز اشتغال دارند. انار و انجیر دو نمونه از محصولاتی می باشند که کشت آنها از قدیم در این روستا رواج داشته و تا کنون نیز ادامه دارد. امکانات این روستا شامل گازکشی، برق کشی و اینترنت بوده و همچنین جاده آن آسفالت می باشد که به راحتی می توانید با وسیله نقلیه شخصی به این منطقه سفر کنید.

## جمعیت
این روستا در شهرستان کهک قرار دارد و براساس سرشماری عمومی نفوس و مسکن در سال ۱۳۹۵، جمعیت آن ۱،۰۲۴ نفر (۳۲۷ خانوار) بوده‌است.